# Armored Warriors
Armored Warriors, conosciuto in Giappone come Powered Gear - Strategic Variant Armor Equipment (パワード ギア： ストラテジック ヴァリアント アーマー イクイプメント Pawādo Gia: Sutoratejikku Vuarianto Amā Ikuipumento), è un picchiaduro a scorrimento a tema mecha pubblicato nel 1994 da Capcom come videogioco arcade per il suo hardware CP System II. La caratteristica mecha "Variant Armors" del gioco sarà più tardi usata per il picchiaduro a incontri Cyberbots: Full Metal Madness. Dopo essere stato incluso con la console dedicata Retro-Bit Super Retro-Cade, il gioco sarebbe stato successivamente rilasciato digitalmente come parte di Capcom Beat 'Em Up Bundle il 18 settembre 2018 per PlayStation 4, Nintendo Switch, Xbox One e Microsoft Windows.

## Giocabilità
La caratteristica principale di Armored Warriors è la sua opzione multi-giocatore, e la possibilità di aggiungere ai mecha del giocatore un'ampia gamma di parti differenti per attacchi vari che possono essere cambiate, incluse braccia, gambe e armi. Le parti vengono acquistate o ottenute infliggendo danni ai nemici. Inoltre, usando i comandi, i giocatori possono usare un'opzione chiamata "Team-up Change" effettuando un potente attacco combinato, e la personalizzazione delle armi con una primaria e una secondaria. La giocabilità segue una struttura a missioni, sette in totale. Ogni livello consiste nel dare al giocatore dei prerequisiti come un tempo limite per eliminare un numero variabile di nemici, un set di munizioni per le armi e ogni livello termina con un boss.

## Trama
Nell'anno 2281, il governo della Terra unita e i principati di Raia firmano un trattato di pace, terminando una guerra che durò mezzo secolo. Un anno dopo il trattato, il 18º battaglione del governo della Terra unita riportò che la capitale di Raia, Melkide, era stata presa da un esercito di origine sconosciuta. Il governo della Terra unita decide di inviare un esercito a Raia per riprendere la capitale e salvare i suoi cittadini. Tuttavia, all'insaputa dell'opinione pubblica, il vero scopo di questa operazione era di eliminare il misterioso nemico e portare Raia sotto il controllo della Terra.

## Personaggi
- Primo tenente Jeff Perkins pilota del AEX-10M BLODIA, una macchina ben progettata che si adatta a tutte le aree di combattimento. La sua potenza di fuoco è sotto la media ma di maggiore gittata.
- Capitano Ray Turner pilota del SVA-6L REPTOS, un mecha progettato per il combattimento ravvicinato. La sua leggerezza e mobilità lo rendono adatto nelle situazioni di alta velocità.
- Maggiore Glenn Reed usa l'AEX-10H GULDIN, un mecha potenziato che assorbe i danni e li restituisce all'avversario. La sua potenza di attacco gli dà, tuttavia, una velocità lenta.
- Secondo tenente Sarah White usa l'AEX-12J FORDY, un mecha estremamente veloce usato per attacchi rapidi e che dispone di un'alta mobilità. La mancanza di un'armatura adeguata la costringe a usare la sua velocità per evitare danni.